# James M. Bardeen

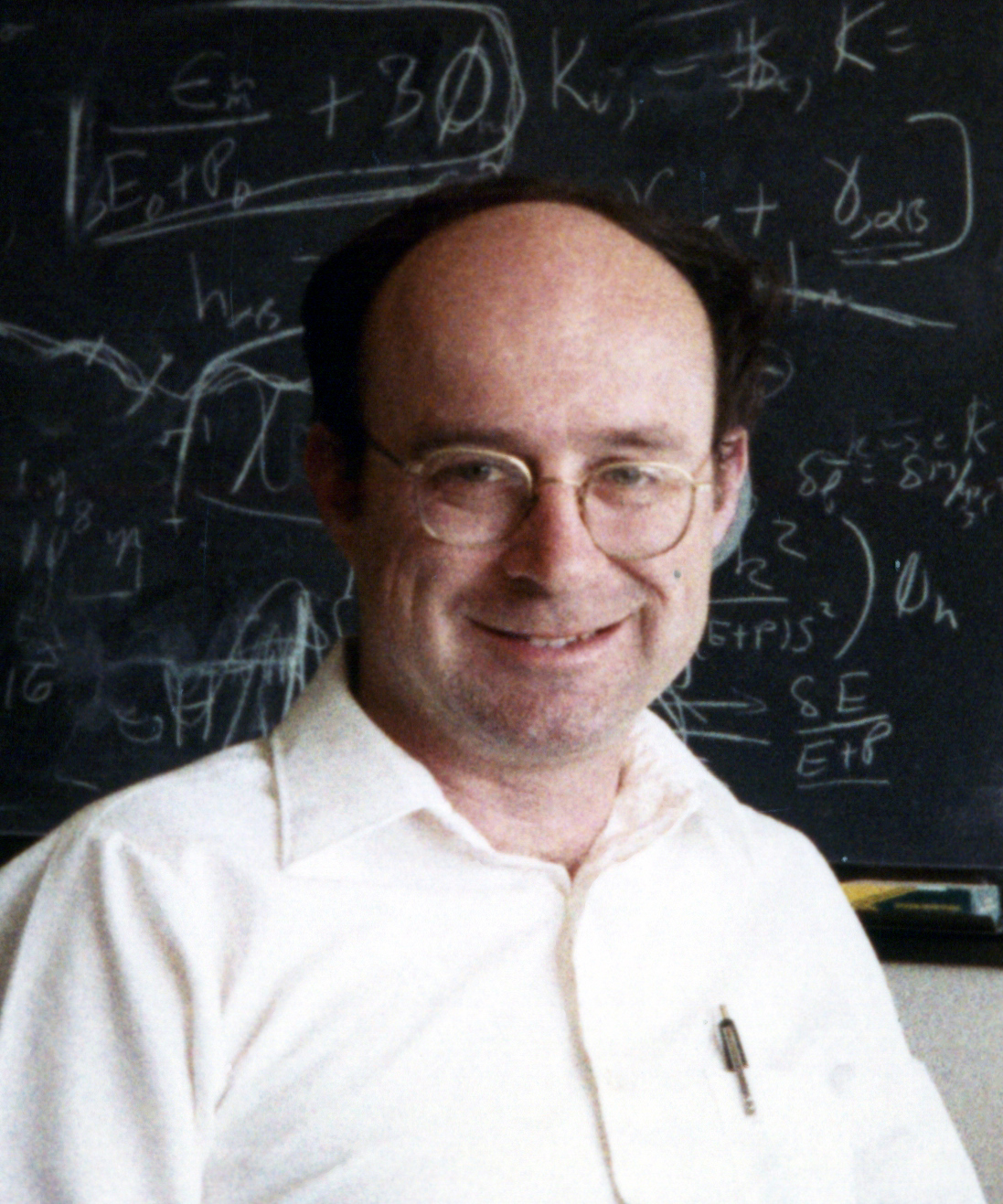
James M. Bardeen (1980)

James Maxwell Bardeen (* 9. Mai 1939 in Minneapolis, Minnesota; † 20. Juni 2022 in Seattle, Washington) war ein US-amerikanischer theoretischer Astrophysiker.

## Biografie
James Bardeen war der Sohn des zweifachen Physik-Nobelpreisträgers John Bardeen und der Zoologin und High-school-Lehrerin Jane Maxwell Bardeen. Er wuchs in Washington, D.C., Summit, N.J. und Chicago, IL auf.
Bardeen studierte an der Harvard University mit dem Bachelor-Abschluss 1960 und wurde 1965 am Caltech bei Richard Feynman und William A. Fowler in Physik promoviert. Seine Doktorarbeit befasste sich mit der Struktur supermassiver Sterne. Danach forschte er am Caltech und der University of California, Berkeley, bevor er 1966 Assistant Professor und später Associate Professor für Astronomie an der University of Washington wurde. 1974 wurde er Associate Professor und später Professor für Physik an der Yale University sowie 1976 Professor an der University of Washington. Seit 2006 war er Professor emeritus.
Er befasste sich mit der Astrophysik schwarzer Löcher und Akkretionsscheiben, der Dynamik von Spiralgalaxien, Entwicklung großen Strukturen in der Kosmologie in kosmologischer Störungstheorie (1980) und numerischer Relativität. Unter anderem sagte er 1972 die Form des „Schattens“ schwarzer Löcher voraus, die 2019 das Event Horizon Telescope beobachtete.
Von 1968 bis 1972 war er Sloan Research Fellow. 1977 war er Fairchild Fellow am Caltech. 1989 wurde er Fellow der American Association for the Advancement of Science und 1996 der American Physical Society sowie 2012 Mitglied der National Academy of Sciences.
Bardeen war seit 1968 verheiratet und hatte zwei Söhne. Er starb am 20. Juni 2022 im Alter von 83 Jahren in Seattle.

## Schriften (Auswahl)
- mit Brandon Carter, Stephen Hawking: The four laws of black hole mechanics. In: Communications in Mathematical Physics. Band 31, Nr. 2, 1. Juni 1973, S. 161–170, doi:10.1007/BF01645742.
- Gauge-invariant cosmological perturbations. In: Physical Review D. Band 22, Nr. 8, 15. Oktober 1980, S. 1882–1905, doi:10.1103/PhysRevD.22.1882.
- mit J. R. Bond, Nick Kaiser, A. S. Szalay: The statistics of peaks of Gaussian random fields. In: The Astrophysical Journal. Band 304, 1. Mai 1986, S. 15–61, doi:10.1086/164143.